# Манадышское-2 сельское поселение
Манадышское-2 се́льское поселе́ние — муниципальное образование в Ардатовском районе Мордовии Российской Федерации.
Административный центр — село Манадыши Вторые.
Законом Республики Мордовия от 9 мая 2020 № 24-З, сельское поселение Манадышское-2 и одноимённый ему сельсовет упраздняются в июне 2020 года, входящие в их состав населённые пункты включаются в Каласевское сельское поселение (Каласевский сельсовет).

## История
Статус и границы сельского поселения установлены Законом Республики Мордовия от 28 декабря 2004 года № 115-З «Об установлении границ муниципальных образований Ардатовского муниципального района, Ардатовского муниципального района и наделении их статусом сельского поселения, городского поселения и муниципального района».

## Население
| 2002 | 2010 | 2012 | 2013 | 2014 | 2015 | 2016 |
| ---- | ---- | ---- | ---- | ---- | ---- | ---- |
| 520  | ↘419 | ↘391 | ↘376 | ↗601 | ↘577 | ↘534 |
| 2017 | 2018 | 2019 | 2020 |      |      |      |
| ↘518 | ↘495 | ↘486 | ↘474 |      |      |      |

## Состав сельского поселения
| № | Населённый пункт | Тип населённого пункта | Население |
| - | ---------------- | ---------------------- | --------- |
| 1 | Луньга           | село                   | ↘250      |
| 2 | Манадыши Вторые  | село                   | ↘251      |
| 3 | Суродеевка       | деревня                | ↘168      |